# USS Houston (CA-30)
USS Houston byl těžký křižník amerického námořnictva třídy Northampton. Byl postaven v loděnici Newport News Shipbuilding & Dry Dock Company v Newport News ve Virginii.
V době vypuknutí války Houston operoval na Dálném východu a stal se součástí spojených sil USA, Velké Británie, Nizozemska a Austrálie – ABDA, které se pokusily ubránit před japonskou invazí Nizozemskou východní Indii. 
Dne 4. února 1942 byl Houston poškozen japonskými bombardéry v bitvě v Makassarském průlivu a byla vyřazena jedna z jeho dělových věží, na rozdíl od lehkého křižníku USS Marblehead však nemusel zcela odplout z oblasti. Konec lodi nastal po spojeneckém debaklu v bitvě v Jávském moři. Přeživší lodě se, většinou neúspěšně, pokusily uniknout před zničením. Houston a lehký křižník HMAS Perth potopily japonské válečné lodě dne 1. března 1942 v bitvě u Sundském průlivu.